# 熊宇
熊宇（1494年—？），字元性，號近麓、軫峰，吉府儀衛司校尉籍，湖廣長沙府善化縣人，明朝政治人物。

## 生平
正德八年（1513年）癸酉科湖廣鄉試第二十六名舉人，十二年（1517年）中式丁丑科會試第一百九十一名，二甲第二十一名進士。通政司觀政，授行人，升刑部主事、員外郎、郎中，嘉靖八年（1529年）出為直隸松江府知府。

## 家族
曾祖熊敏信；祖父熊璟；父熊英，義官。前母孫氏；母郝氏。慈侍下。